# University of Hawaiʻi at Hilo

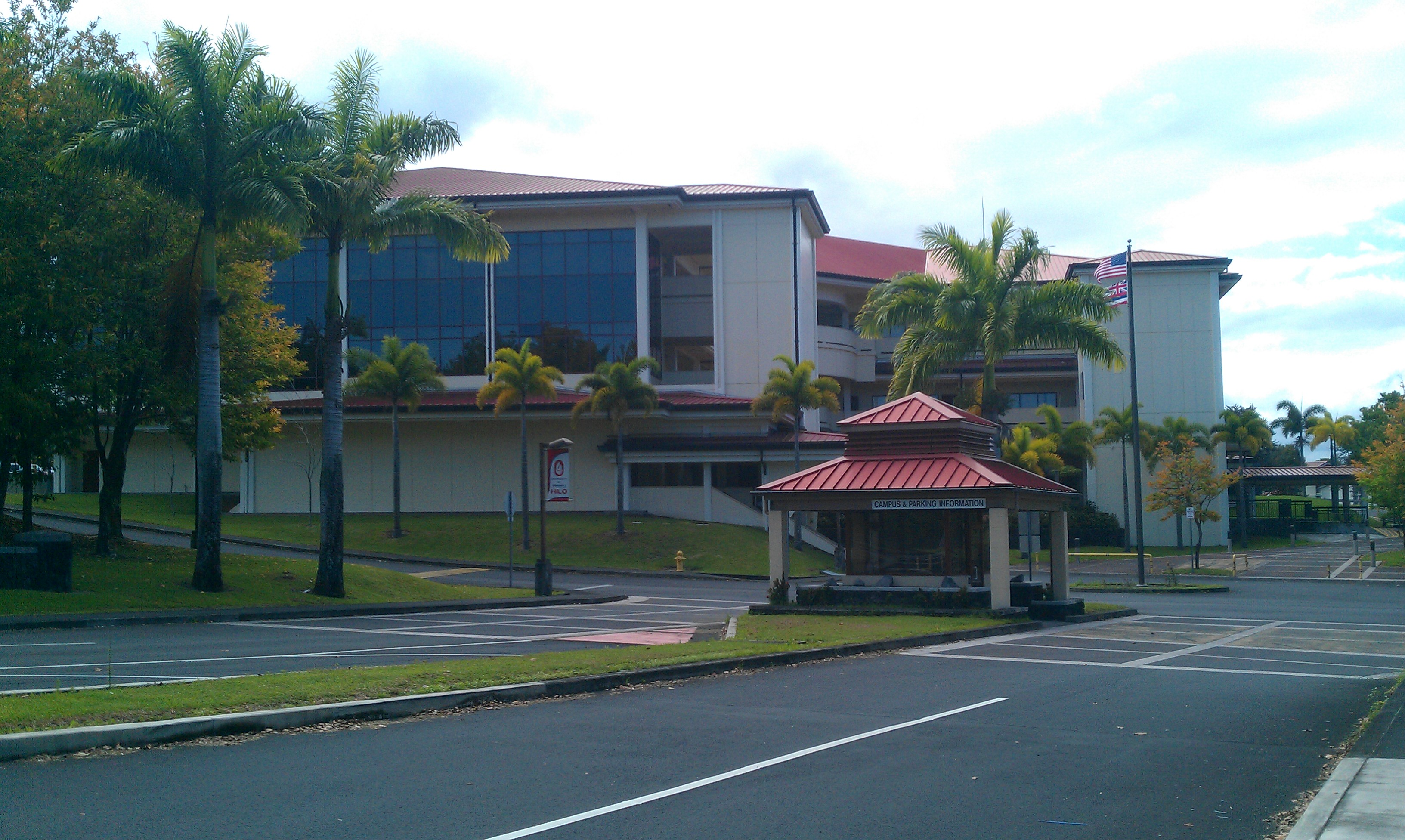
University of Hawaiʻi at Hilo

Die University of Hawaiʻi at Hilo ist eine staatliche Universität in Hilo im US-Bundesstaat Hawaiʻi. Mit 3457 Studenten ist sie ein kleiner Standort des University of Hawaiʻi System.

## Geschichte
Die Universität wurde 1941 als Hawaiʻi Vocational College (Hawaiʻi College) gegründet. Seit 1970 besteht sie in ihrer heutigen Form. Bis in die 1990er Jahre wurde die Hochschule zusammen mit dem Hawaiʻi Community College geführt. Heute werden sie als zwei separate Einheiten geleitet.

## Sport
Die Sportmannschaften der University of Hawaiʻi sind die Vulcans. Die Hochschule ist Mitglied der Pacific West Conference.